# Trabzon Kanuni Futbol Kulübü
Il Trabzon Kanuni Futbol Kulübü è una società con sede a Trebisonda, in Turchia.
Fondato nel 1980, il club milita nella TFF 3. Lig.
Il club gioca le gare casalinghe allo stadio Yavuz Selim Stadı.

## Rosa
| N. |                    | Ruolo | Calciatore    |
| -- | ------------------ | ----- | ------------- |
| 1  | Turchia (bandiera) | P     | Karadeniz Ali |
| 4  | Turchia (bandiera) | D     | Ayvaz Sefa    |
| 5  | Turchia (bandiera) | D     | Pamuk Hasan   |
| 7  | Turchia (bandiera) | D     | Gül Taskin    |
| 8  | Turchia (bandiera) | D     | Sari Yasin    |

| N. |                    | Ruolo | Calciatore      |
| -- | ------------------ | ----- | --------------- |
| 10 | Turchia (bandiera) | D     | Kayikci Hüseyin |
| 11 | Turchia (bandiera) | C     | Alsan Kerem     |
| 14 | Turchia (bandiera) | A     | Kahraman Emre   |
| 15 | Turchia (bandiera) | A     | Topal Muhammet  |